# Reservekopf (KHM 7787)
Dieser Reservekopf, der sich heute in der Ägyptisch-Orientalischen Sammlung des Kunsthistorischen Museums in Wien (Inventarnummer 7787) befindet, gehört zu den schönsten der über dreißig lebensgroßen Köpfe aus dem Alten Ägypten. Sie werden überwiegend als Ersatzkopf, alternativ als Porträt- oder Reservekopf bezeichnet und waren von vornherein als Köpfe gefertigt, und sind daher keine Fragmente von Statuen. Ihre genaue Funktion ist bis heute ungeklärt. Mehr als zwanzig solcher Ersatzköpfe wurden, wie auch der Wiener Kopf, in Gizeh gefunden. Er datiert, wie die meisten von ihnen, in die Zeit der Könige (Pharaonen) Cheops und Chephren, also in die Mitte der 4. Dynastie (um 2550 v. Chr.).

Die Reserveköpfe wurden in einer Nische zwischen dem senkrechten Schacht und der Sargkammer der Mastabas aufbewahrt.

In dieser Zeit wurde vermutlich der Totenkult im privaten Bereich verboten, denn es fehlen in Privatgräbern (Mastabas) Reliefs, Inschriften, Scheintüren und Serdabs, abgeschlossene Räume hinter der Scheintür, in welchen die Ka-Statuen des Verstorbenen aufbewahrt wurden. Stattdessen befanden sich die Reserveköpfe am Fuß des senkrechten Grabschachtes, in einer Nische der Mauer, die die Grabkammer vom Schacht trennt. Damit hatten diese Köpfe nicht die Funktion einer Kultstatue, wie etwa die Ka-Statuen, die die Entgegennahme der Opfer ermöglichten. Durch ihre einzigartigen charakteristischen Merkmale wird ihre Funktion eher dahingehend interpretiert, „die Individualität und das Aussehen des Verstorbenen zu bewahren“.
Über Sinn und Motiv der Anfertigung der Reserveköpfe gibt es viele Deutungen:
- Angst, den Kopf im Jenseits zu verlieren, sei es durch Dämonen oder natürlichen Verfall (daher die Bezeichnung Reserve- oder Ersatzköpfe)
- Ersatz für die Grabstatue
- Bewahrung des Aussehens, auch wenn die Mumie zerfällt (damals war die Technik der Mumifizierung noch nicht so weit fortgeschritten)
- Bei einer magischen Praktik eingesetzt, die verhindern soll, dass der Tote zurückkommt und den Hinterbliebenen schadet (nach R. Tefnin)

Im Unterschied zu den Grabstatuen und ganz allgemein für die ägyptische Kunst ist es einzigartig, dass nur ein Teil des Menschen wiedergegeben ist. Ansonsten war es von zentraler Bedeutung, die Unversehrtheit des Menschen zu bewahren. Außerdem waren die Personen der Oberschicht sonst immer mit Perücke und nicht kahl dargestellt. Ferner sind sie „nicht nach den stilistischen Konventionen und in der üblichen Idealisierung der zeitgenössischen Plastik geschaffen, sondern in geradezu photographischer Objektivität“.
Helmut Satzinger bemerkt zur Wirkung des Wiener Porträtkopfs:

„Er ist ein Porträt, aber ein ägyptisches Porträt – es enthält nichts Unwesentliches, nichts Zufälliges; das Abbild eines Menschen außerhalb jeder räumlichen und zeitlichen Bedingtheit, jeder Einzelsituation oder Stimmung. Es steht in seiner künstlerischen Auffassung außerhalb des ansonsten aus Ägypten Erhaltenen; in seiner Zeitlosigkeit wirkt es für den jeweiligen Betrachter modern.“

Der Kopf wurde 1914 von Hermann Junker im Umkreis der Cheops-Pyramide entdeckt. Dieser führte dort zwischen 1912 und 1929 archäologische Ausgrabungen durch, von denen ein großer Teil der Objekte aus dem Alten Reich im Kunsthistorischen Museum Wien stammen.

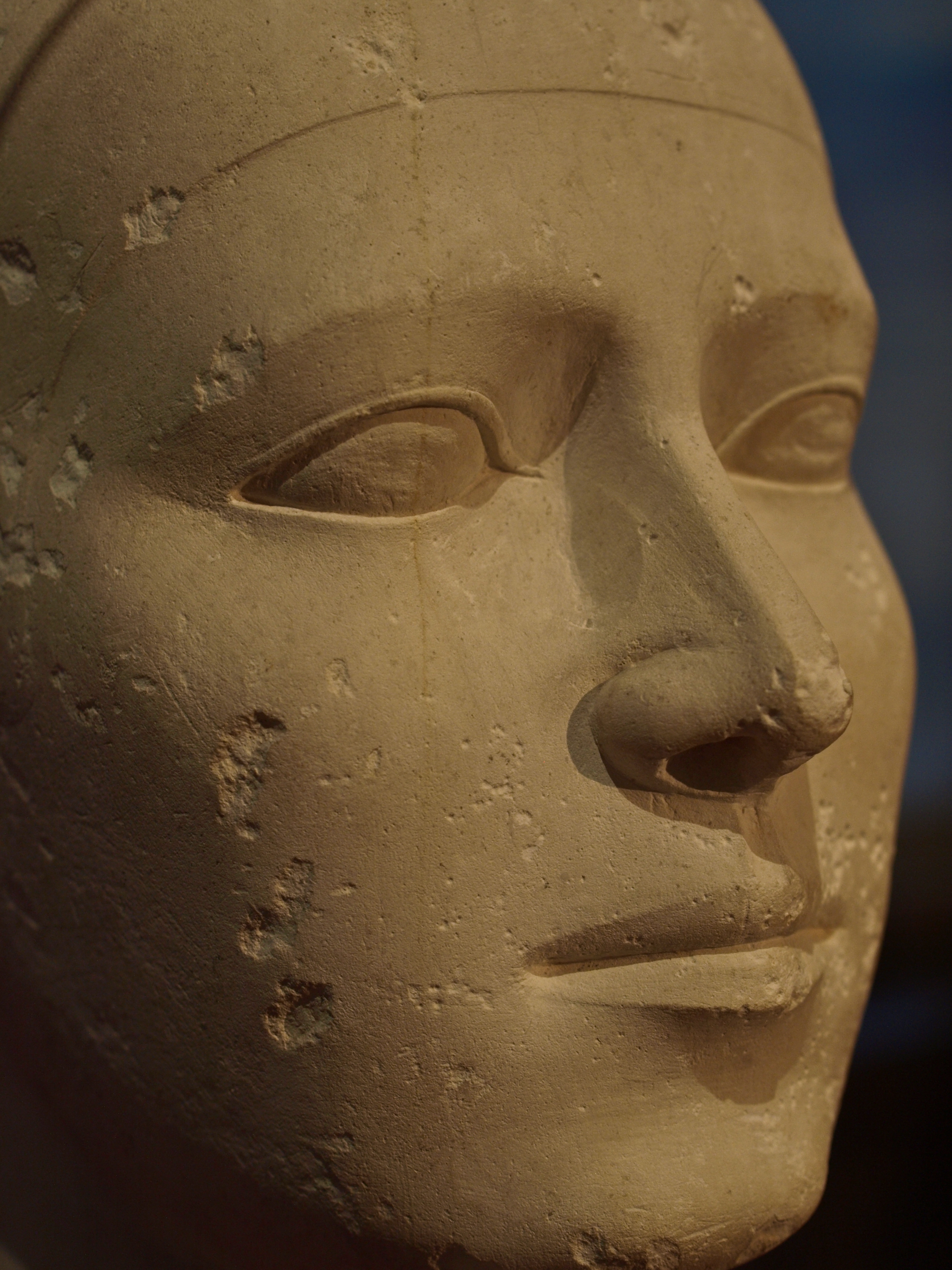
Halbrechtes Profil
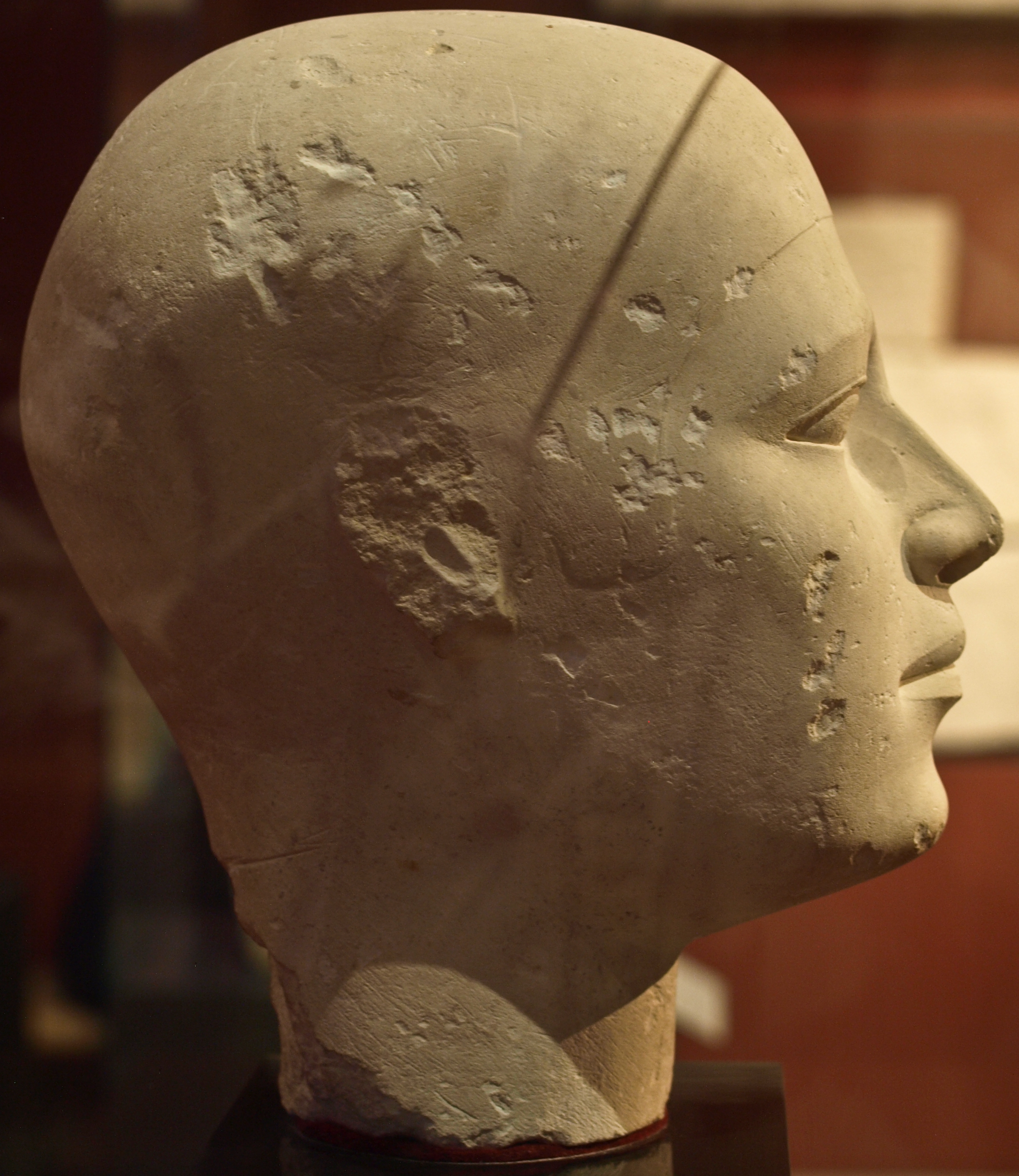
Rechtes Profil
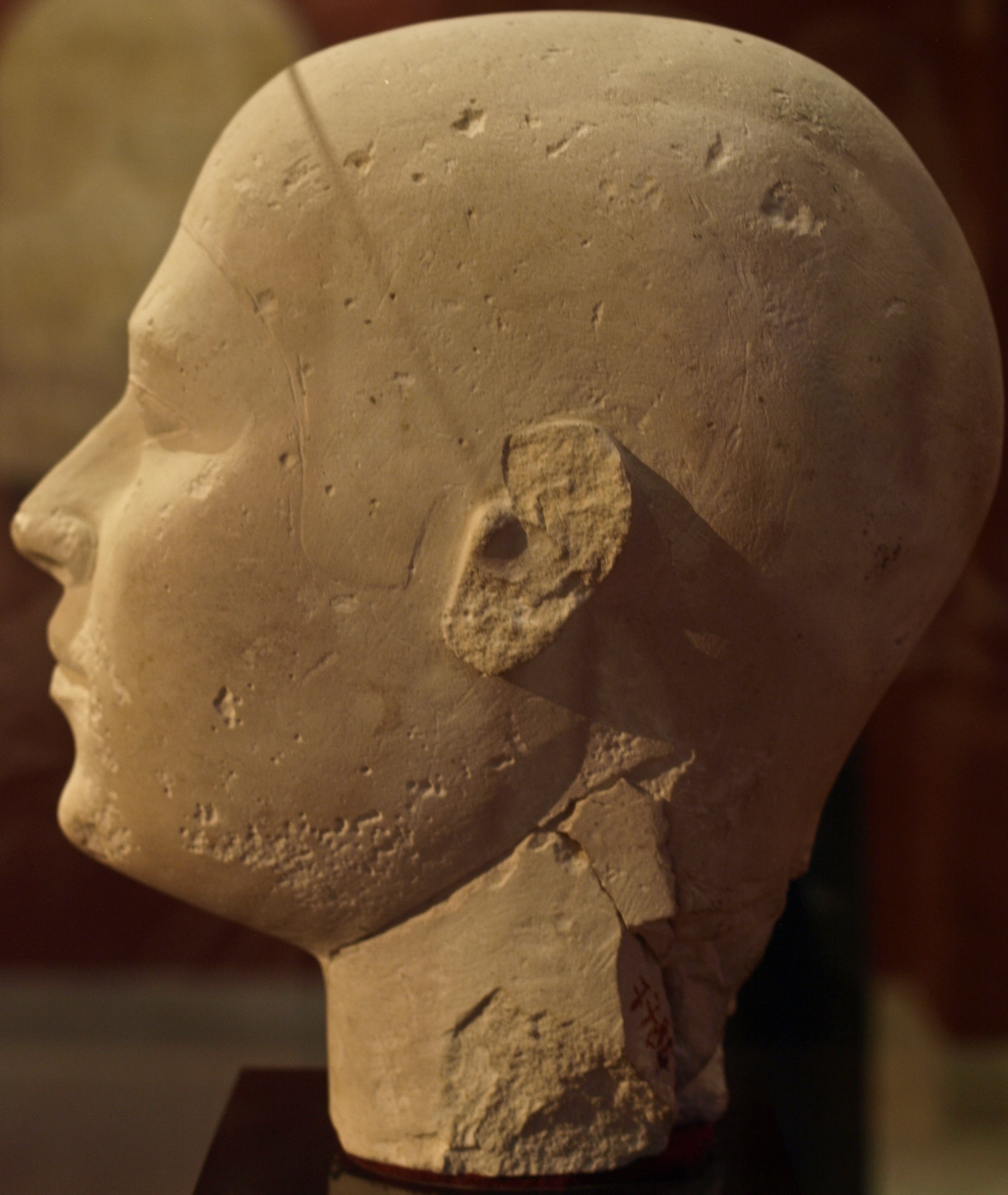
Linkes Profil
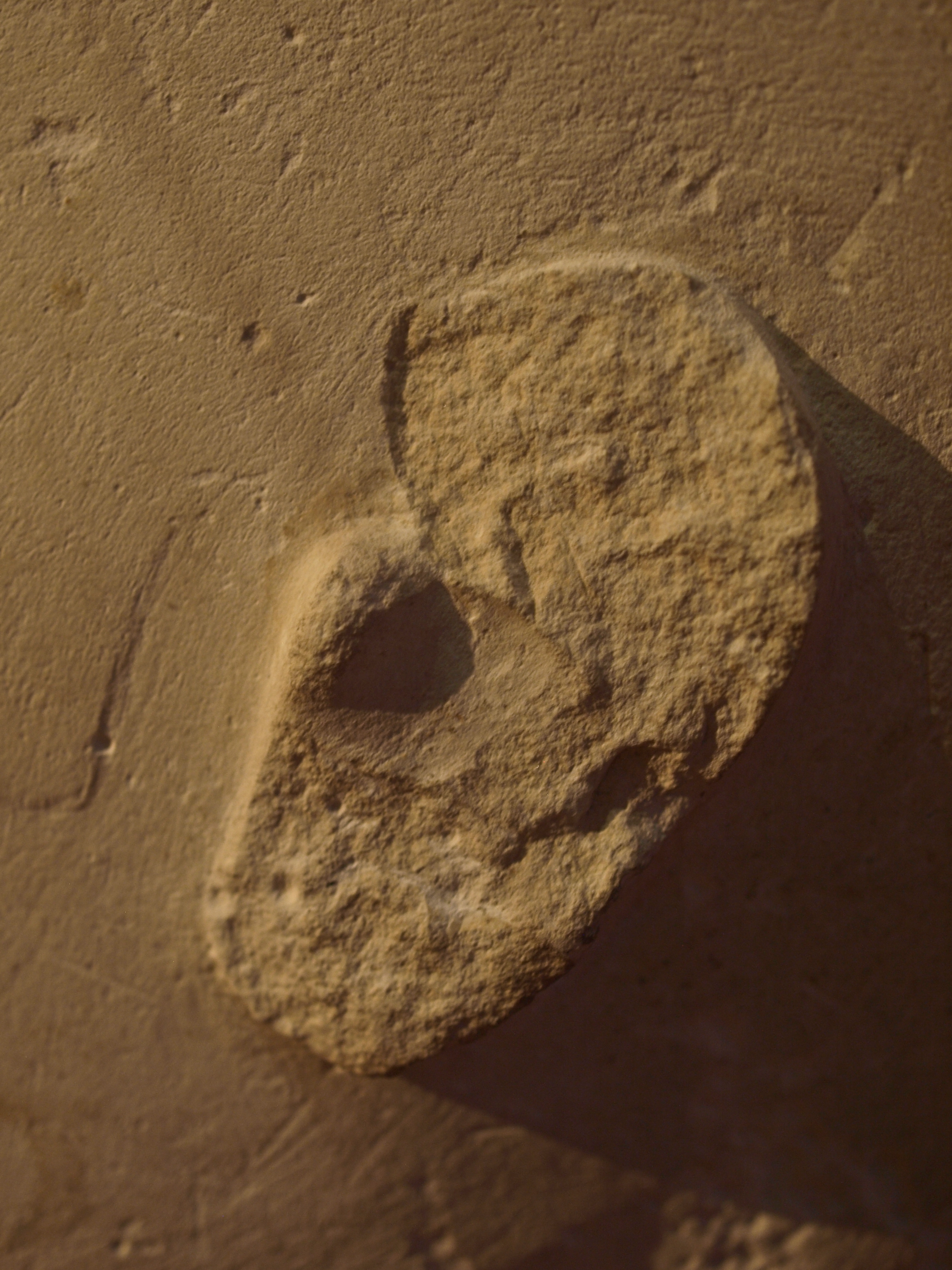
Linkes Ohr im Detail